# Górne Przedmieście (Bielsko-Biała)
Górne Przedmieście (niem. Obervorstadt) – część śródmieścia Bielska-Białej położona na zachód od Starego Miasta, historyczne przedmieście miasta Bielska. Do pierwszej połowy XIX wieku największe i najludniejsze bielskie przedmieście, później straciło  znaczenie na rzecz Dolnego Przedmieścia. Współcześnie stanowi obszar bardzo zróżnicowany urbanistycznie: od charakterystycznych parterowych domów dawnych sukienników wzdłuż ulic Jana III Sobieskiego i Cieszyńskiej przez historyczną dzielnicę willową po osiedla mieszkaniowe z lat 60. XX wieku na północ od ulicy Piastowskiej. Zwyczajowe i historyczne rozumienie Górnego Przedmieścia odzwierciedla obręb ewidencyjny o tej nazwie, nie jest ono natomiast tożsame z osiedlem (jednostką pomocniczą gminy) Górne Przedmieście.

## Położenie
Pierwotnie Górnym Przedmieściem określano wszystkie tereny położone na zachód i południe od miasta lokacyjnego. W 1824 doszło do wyodrębnienia Żywieckiego Przedmieścia i w ten sposób ukształtowały się granice dzielnicy, które trwają do dziś w postaci obrębu ewidencyjnego o nazwie Górne Przedmieście (kod TERYT 246101_1.0004) i są uznawane za tradycyjne. Biegną one:
- na wschodzie: ulicą Starobielską, Juliusza Słowackiego i przez środek Bielskiego Syjonu (placu Marcina Lutra) – granica z Dolnym Przedmieściem; ulicą Waryńskiego i Świętej Trójcy – granica ze Starym Miastem
- na południu: w nieregularny sposób od 0 do 200 m na południe od ulicy Cieszyńskiej – granica z Żywieckim Przedmieściem
- na zachodzie: linią prostą około 100–150 m na zachód od ulic Browarnej i Żółkiewskiego – granica z Aleksandrowicami
- na północy: ulicą Pod Grodziskiem, Sierpniową i lekko na północ od linią kolejową nr 190 – granica ze Starym Bielskiem

Inaczej kształtuje się uchwalony w 2002 podział na osiedla – jednostki pomocnicze gminy. Osiedlem Górne Przedmieście nazywa się zgodnie z nim obszar ograniczony na północy i zachodzie ulica Piastowską, a na południu ulicą Cieszyńską, przez co należy do niego również duża część historycznych Aleksandrowic, dawniej odrębnej wsi przyłączonej do Bielska w 1938. Z kolei wschodnia granica biegnie ulicą Listopadową, Grunwaldzką i na zachód od ulicy Słowackiego, ale pozostawiając po stronie Górnego Przedmieścia cały Bielski Syjon, przesunięta jest też nieznacznie na zachód na odcinku staromiejskim. Domy po południowej stronie ulicy Cieszyńskiej należą w podziale samorządowym do osiedla Słonecznego, park im. Juliusza Słowackiego, gmach I LO im. M. Kopernika oraz osiedle przy ulicy kpt. Boryczki (ZOR II) do osiedla Dolne Przedmieście, a osiedle Mieszka I jest wyodrębnione jako samodzielna jednostka. Także fragmenty samorządowych osiedli Piastowskie i Śródmieście Bielsko należą do historycznego Górnego Przedmieścia.

## Historia

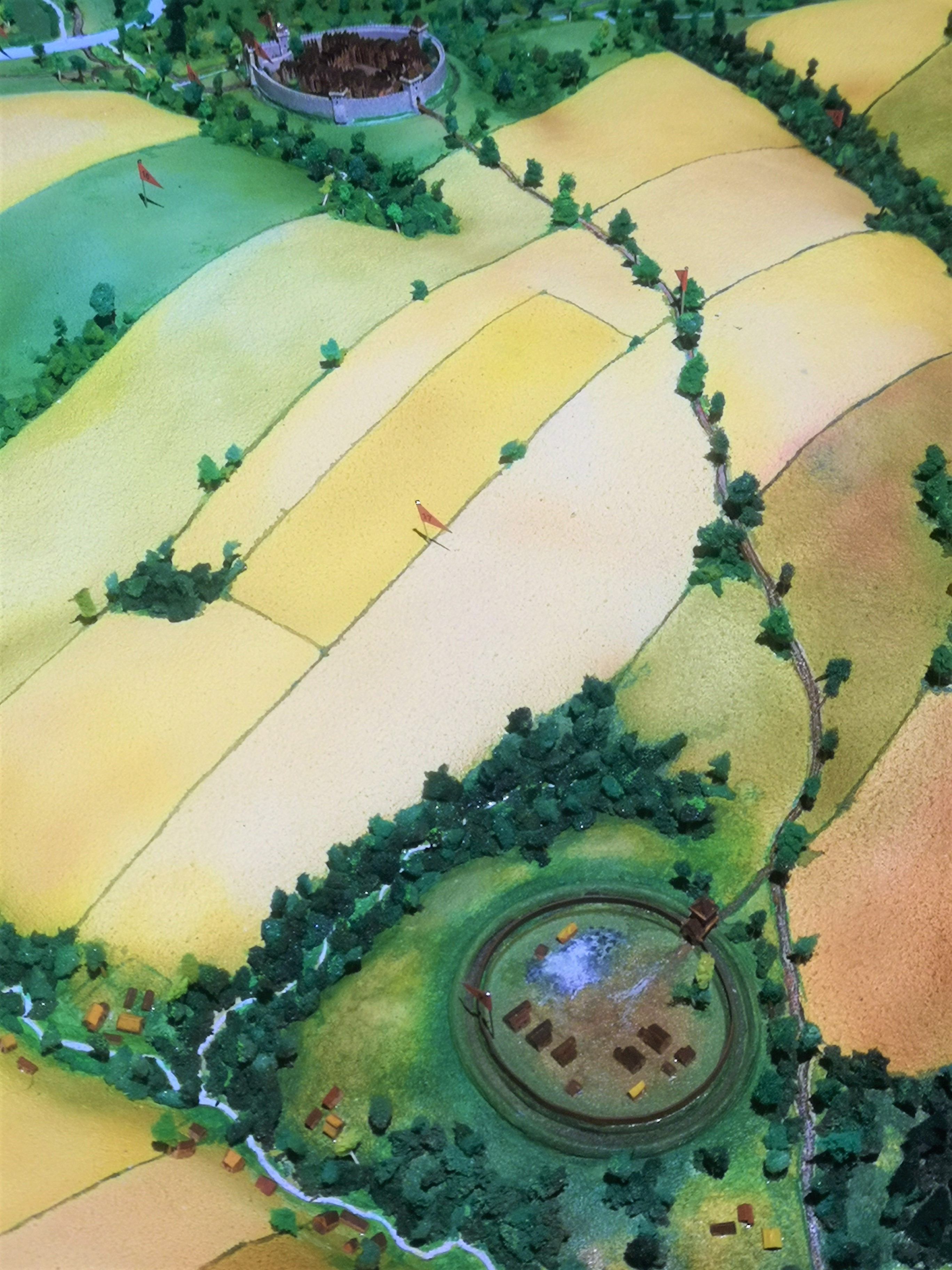
Obszar między miastem lokacyjnym a grodziskiem w Starym Bielsku, na którym rozwinęło się później Górne Przedmieście. Makieta stanu XIV-wiecznego

Dzieje Górnego Przedmieścia sięgają XV wieku. Uformowało się ono za „górną” bramą miejską wzdłuż drogi w kierunku Cieszyna, której śladem biegnie dziś ulica Jana III Sobieskiego. Od drugiej połowy XVI wieku datuje się jego szybszy rozwój związany z napływem do Bielska sukienników, którzy w największej liczbie osiedlili się właśnie tutaj. Z czasem to właśnie sukiennictwo stało się wiodącą gałęzią lokalnej gospodarki. Drewniany XVIII-wieczny dom przy ulicy Sobieskiego 51, w którym obecnie znajduje się muzeum Dom Tkacza, jest świadectwem architektury, jaka dominowała w dzielnicy w epoce przedindustrialnej. Jeszcze w pierwszych dekadach XIX wieku żywy był podział na tzw. wielkomieszczan żyjących w obrębie murów i cieszących się statusem pełnoprawnych obywateli (Bürger) oraz pozbawionych przywilejów „współobywateli” (Mitbürger) z przedmieść.

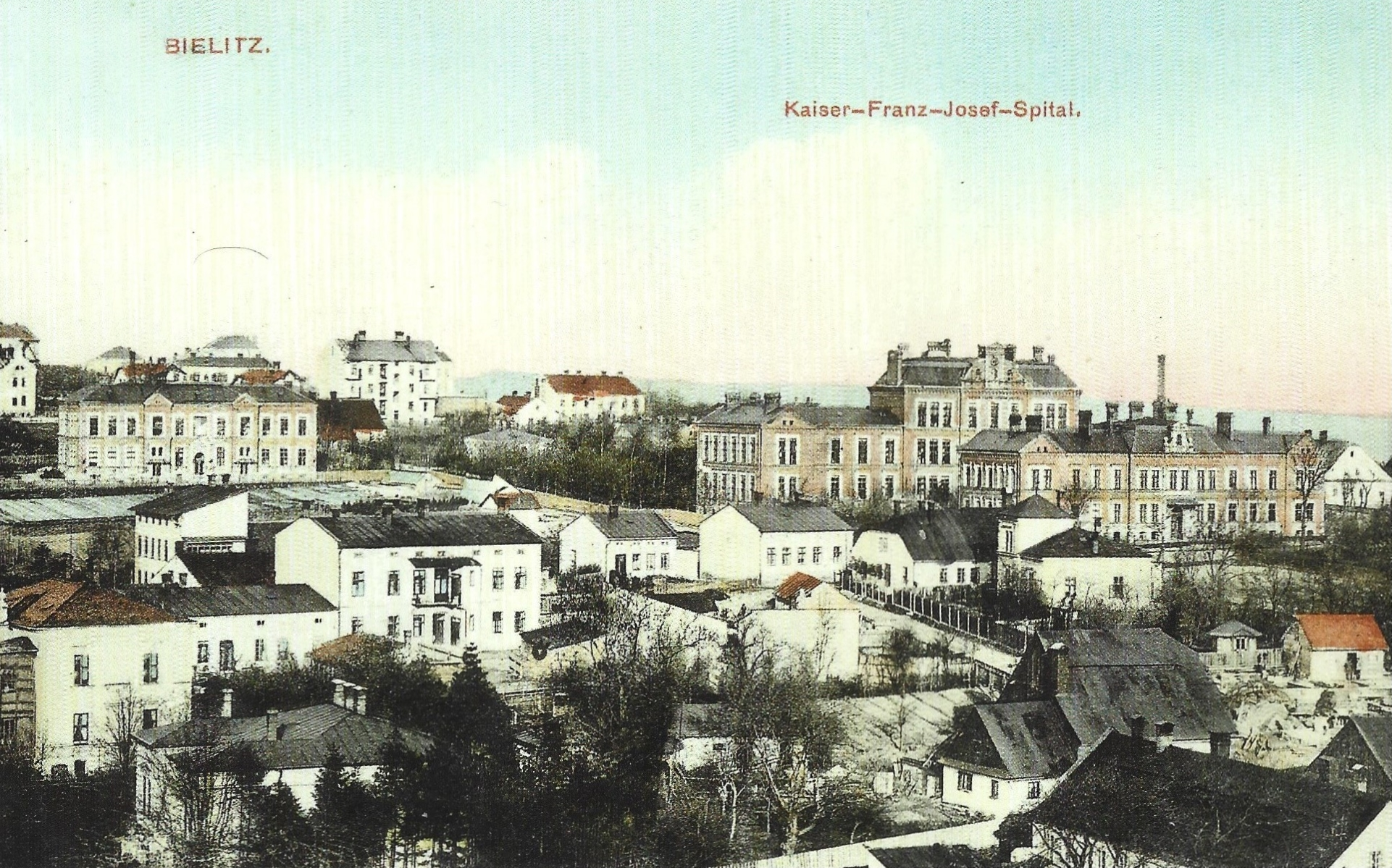
Widok ogólny Górnego Przedmieścia ze szpitalem miejskim, 1911

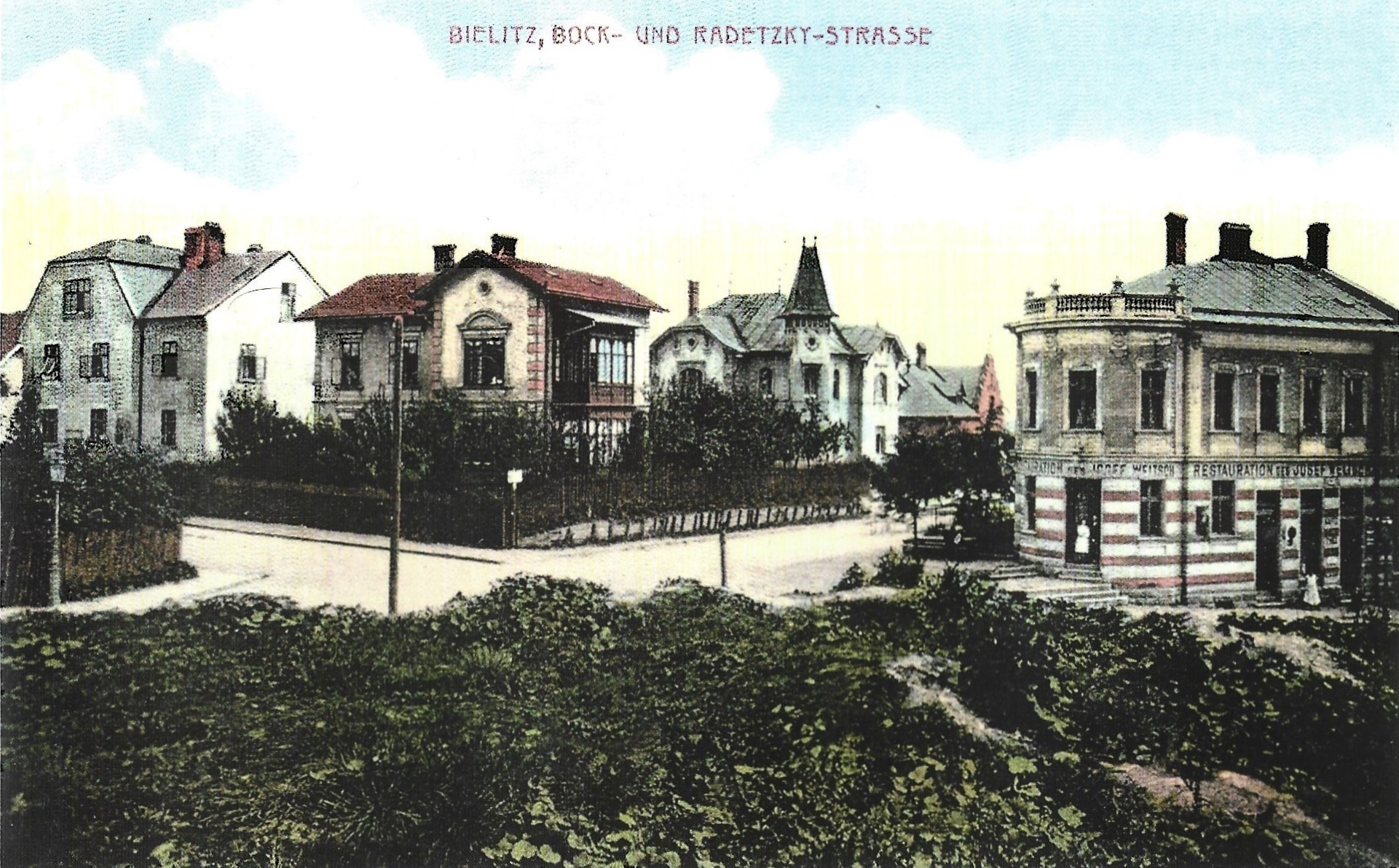
Kwartał profesorski na pocztówce z 1915

Do pierwszej połowy XIX wieku to Górne Przedmieście było większym i ważniejszym z bielskich przedmieść. W latach 1605–1608 wzniesiono tu kościół filialny pod wezwaniem św. Trójcy. W 1772 liczyło sobie 197 domów, a do roku 1819 liczba ta zwiększyła się do 274. Wyraźny wzrost związany jest z otwarciem w 1787 nowej drogi – obecnej ulicy Cieszyńskiej, która stanowiła element tzw. drogi cesarskiej z Bielska do Cieszyna i zastąpiła stary trakt. Stała się ona drugą osią urbanistyczną przedmieścia. W 1824 dokonano poważnej zmiany granic katastralnych – z południowej części Górnego wydzielono Żywieckie Przedmieście. Po tej zmianie liczba domów zmniejszyła się do 168. Spadek znaczenia dzielnicy wiąże się z rewolucją przemysłową. Bardziej korzystne położenie blisko rzeki Białej spowodowało, że zmechanizowane fabryki włókiennicze lokowały się przede wszystkim na Dolnym i Żywieckim Przedmieściu. To pierwsze stało się głównym kierunkiem rozwoju przestrzennego miasta i stopniowo przejęło rolę jego centrum, o czym przesądziło również ulokowanie dworca kolejowego w 1855. Niemniej Górne Przedmieście pozostało do końca stulecia najludniejszą częścią miasta. W 1851 liczyło sobie 2430 mieszkańców (33,2% wszystkich bielszczan) w 180 budynkach. Do roku 1910 liczba mieszkańców wzrosła do 5451, z tego 88,6% niemiecko-, 10,5% polsko- i 0,8% czeskojęzycznych; 56,6% katolików, 38,2% protestantów i 4,5% żydów.

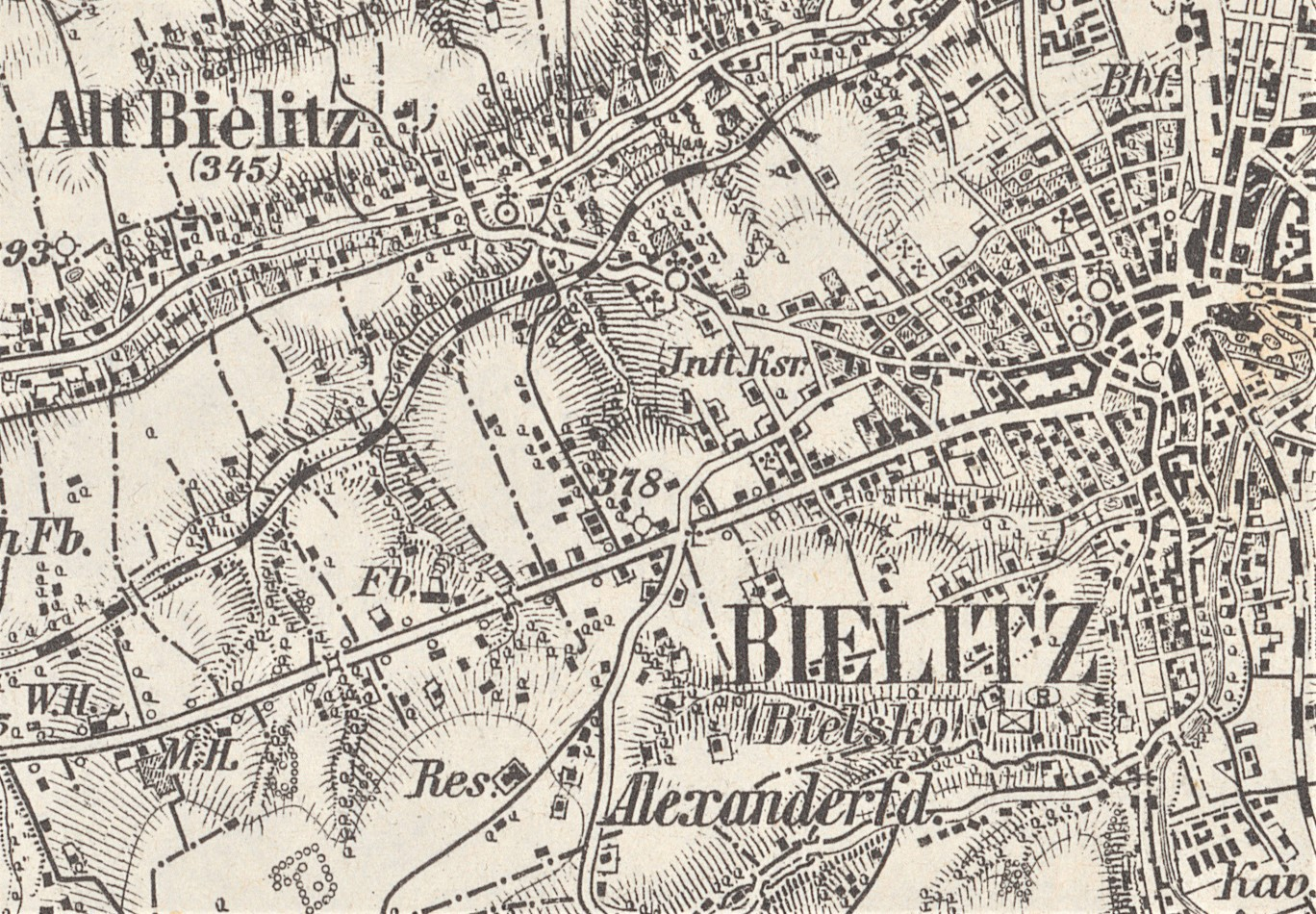
Bielsko i jego zachodnie peryferia na przełomie XIX i XX wieku. Napis Inft. Ksr. oznacza koszary piechoty na obecnym placu Zwycięstwa

Rozwój przestrzenny Górnego Przedmieścia w długim XIX stuleciu wiązał się m.in. z powstaniem i poszerzaniem dzielnicy ewangelickiej zwanej Bielskim Syjonem (począwszy od 1781, gdy został ogłoszony patent tolerancyjny Józefa II), zakładaniem nowych cmentarzy w miejsce likwidowanych przykościelnych („stary” ewangelicki 1833, katolicki 1884, „nowy” ewangelicki 1911), budową kompleksu szpitalnego przy obecnej ulicy Stanisława Wyspiańskiego (1891–1912) i koszar c. k. piechoty na obecnym placu Zwycięstwa (1894–1895, dziś Szpital Pediatryczny), uruchomieniem browaru (1876), a także powstaniem dzielnicy willowej w rejonie dzisiejszej ulicy Wita Stwosza nazywanej „kwartałem profesorskim”. W 1898 założony został w miejscu dotychczasowego cmentarza cholerycznego Park Jubileuszowy Franciszka Józefa (obecnie Słowackiego). Wraz z osiedlem domów urzędniczych i kolejarskich w rejonie dzisiejszych ulic Bartosza Głowackiego i Antoniego Osuchowskiego (1911–1912) rozpoczęła się intensywniejsza urbanizacja północnej części Górnego Przedmieścia, która była kontynuowana w okresie międzywojennym. Powstała wtedy m.in. nowa siedziba straży pożarnej przy ulicy Grunwaldzkiej (1928), gmach Gimnazjum Polskiego wraz z domem profesorskim (1927, obecnie Liceum Kopernika) i funkcjonalistyczny budynek szkoły „grażynki” przy ulicy Osuchowskiego (1936, obecnie Szkoła Podstawowa nr 3). Od 1914 funkcjonował przystanek kolejowy Bielitz-Obervorstadt, później Bielsko Górne.

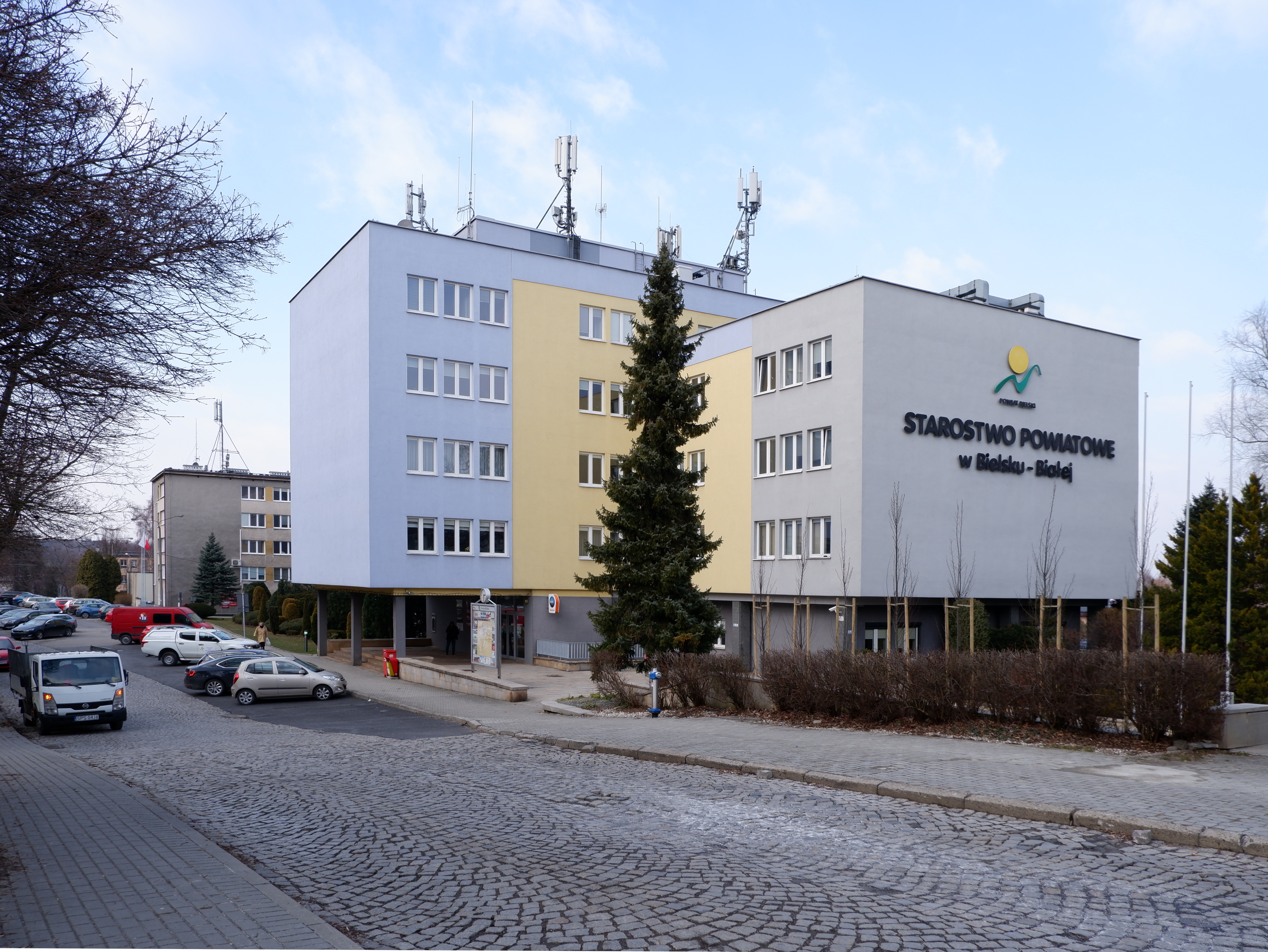
Starostwo powiatowe – dawny urząd wojewódzki

Po II wojnie światowej punkt ciężkości dzielnicy przesunął się na północ w kierunku ulicy Piastowskiej, która została przedłużona aż do skrzyżowania Hulanka w Aleksandrowicach, wyposażona w linię tramwajową (funkcjonowała w latach 1951–1970) i stała się główną arterią łączącą centrum z zachodnią częścią miasta. W latach 1957–1961 wybudowane zostało Zakładowe Osiedle Robotnicze IV (ZOR IV) nazywane też osiedlem Zawadzkiego, a obecnie noszące nazwę osiedle Mieszka I. W kolejnych latach powstał ZOR V w rejonie dzisiejszej ulicy kpt. Boryczki. Po utworzeniu województwa bielskiego w 1975 siedzibę jego władz ulokowano w nowym gmachu na Górnym Przedmieściu w obrębie osiedla Zawadzkiego. Obecnie mieści on starostwo powiatowe powiatu bielskiego.

## Zabytki i atrakcje turystyczne
- Muzeum w Bielsku-Białej – Dom Tkacza
- Studio Filmów Rysunkowych i Interaktywne Centrum Bajki i Animacji (w budowie do 2023)
- Kościół Świętej Trójcy
- Park im. Juliusza Słowackiego i Bielskie Centrum Kultury
- ciąg zabudowy ulic Jana III Sobieskiego i Cieszyńskiej – częściowo z I połowy XIX wieku
- dzielnica willowa w rejonie ulic Wita Stwosza, Słonecznej, Jana III Sobieskiego („kwartał profesorski”)
  - willa Rudolfa Wiesnera (ul. Sobieskiego 67, 1891)
  - willa Josefa Prochaski (ul. Słoneczna 4, 1903)
  - willa Klemensa Matusiaka (ul. Sobieskiego 62a, 1924)
- skwer z tzw. studnią Luschki (1895) przy ulicy Jana III Sobieskiego
- cmentarz rzymskokatolicki przy ulicy Grunwaldzkiej
- cmentarz ewangelicki (tzw. Nowy) przy ulicy Listopadowej
- gmach I Liceum Ogólnokształcącego im. M. Kopernika (1927)
- gmach straży pożarnej w stylu „graniastym” przy ulicy Grunwaldzkiej (1928)
- kompleks szpitala miejskiego przy ulicy Stanisława Wyspiańskiego (1893)
- Dom Oficerski na placu Zwycięstwa (1928)
- kąpielisko miejskie Panorama (1936)

W skład Górnego Przedmieścia historycznego częściowego, a w skład osiedla Górne Przedmieście w całości, wchodzi również tzw. Bielski Syjon z kościołem Zbawiciela, pomnikiem Marcina Lutra, cmentarzem ewangelickim tzw. Starym i dalszymi zabytkami związanymi z dziedzictwem protestantyzmu w Bielsku-Białej.

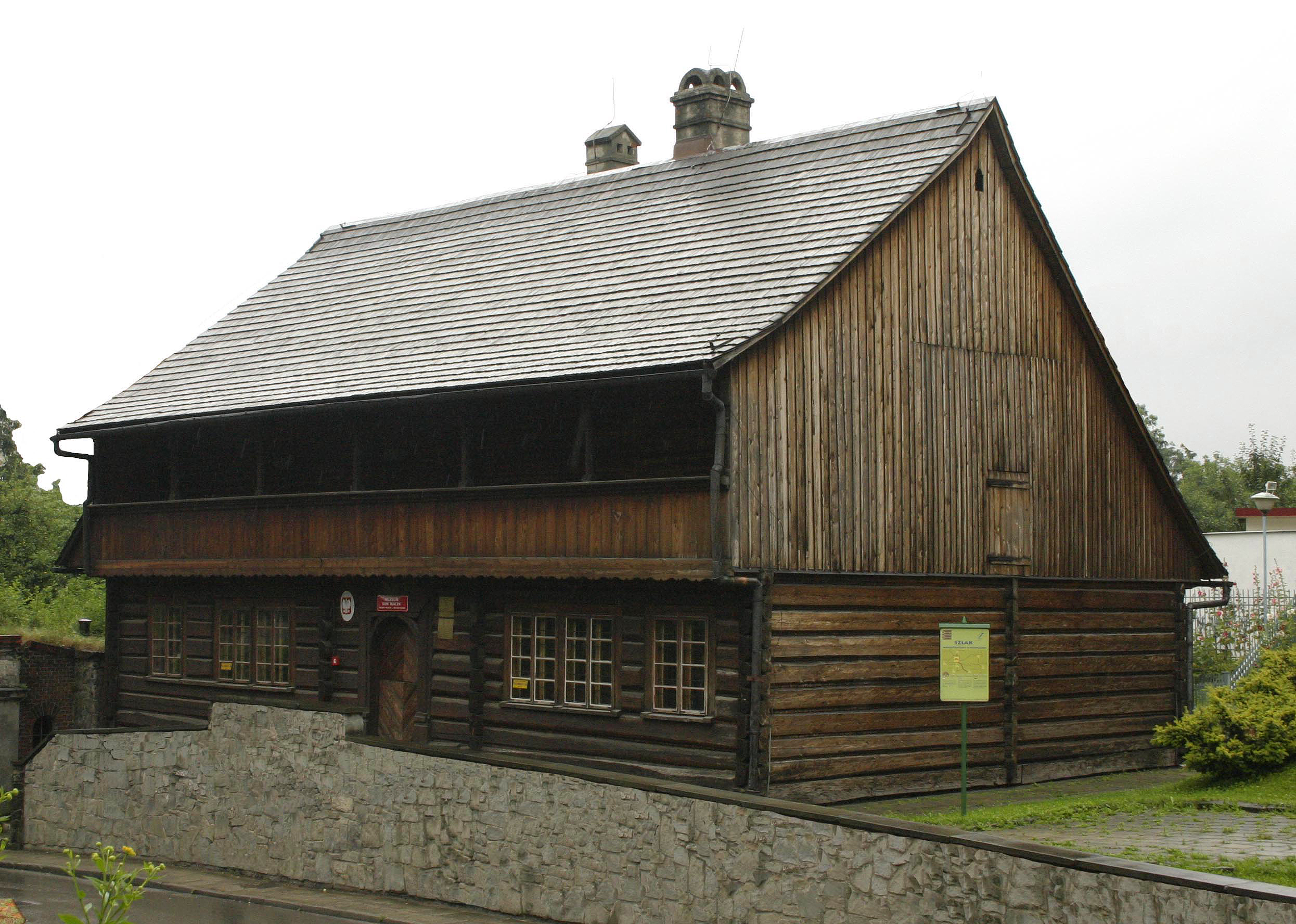
Dom Tkacza
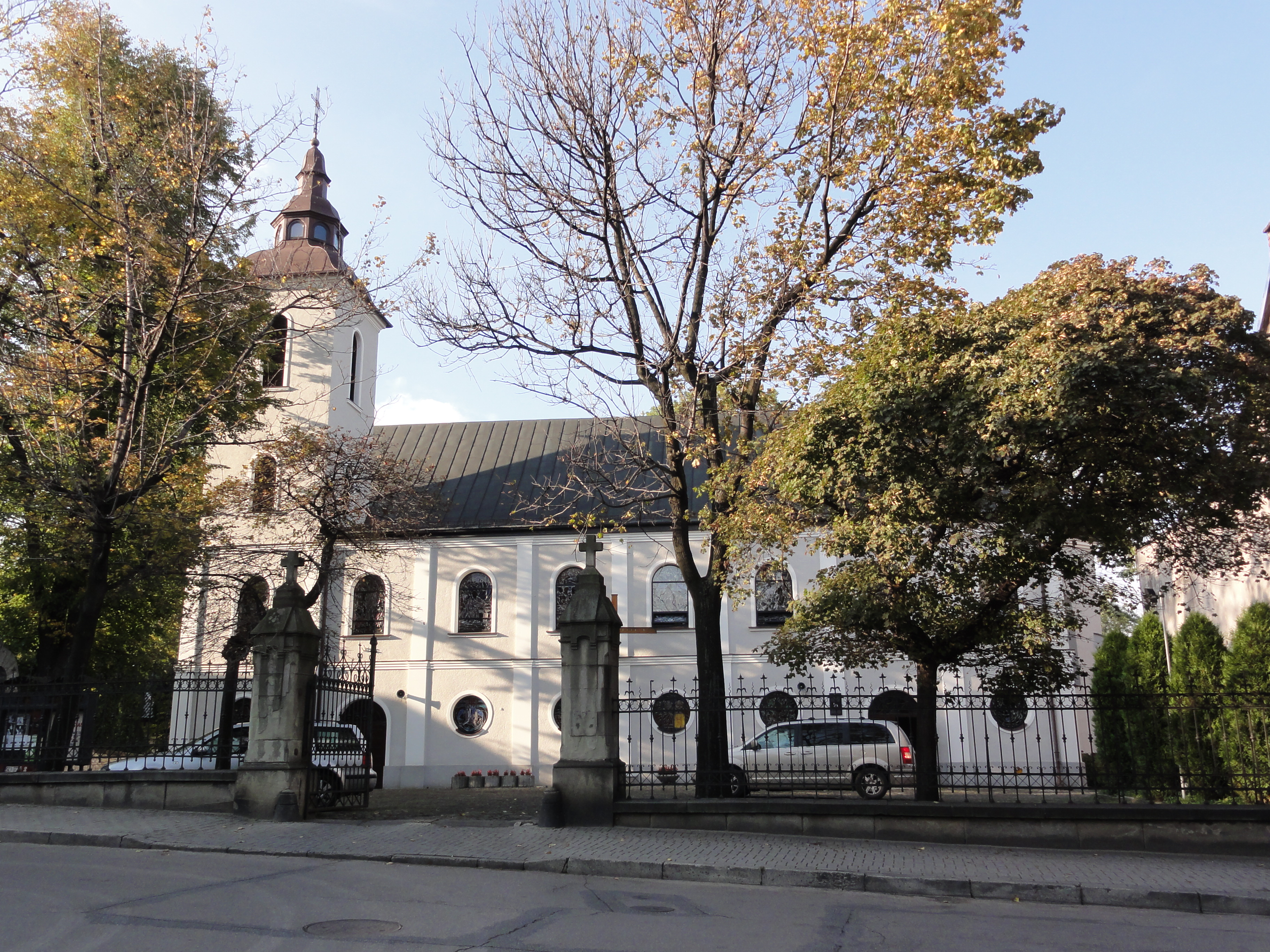
Kościół Świętej Trójcy
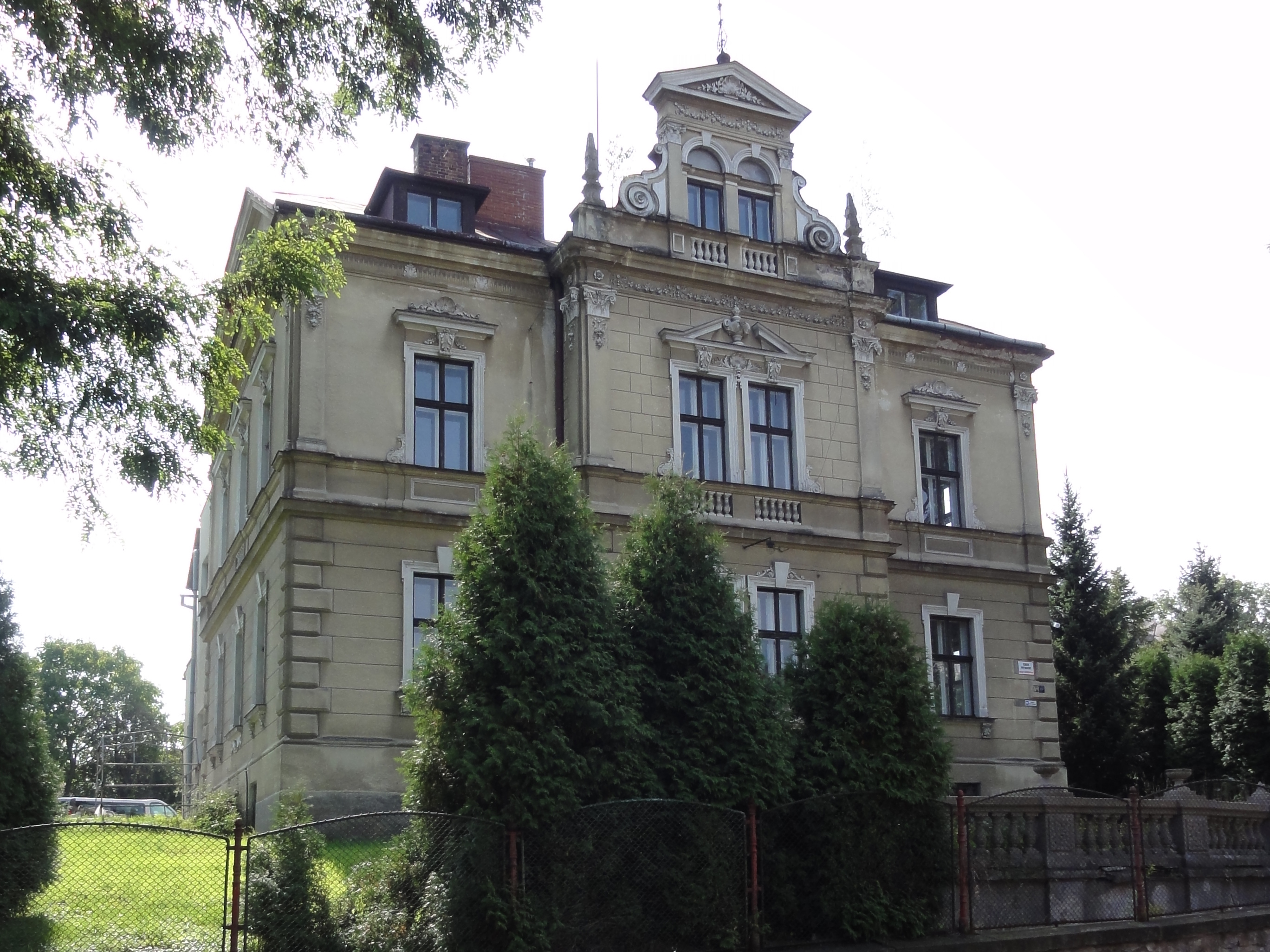
Willa Wiesnera
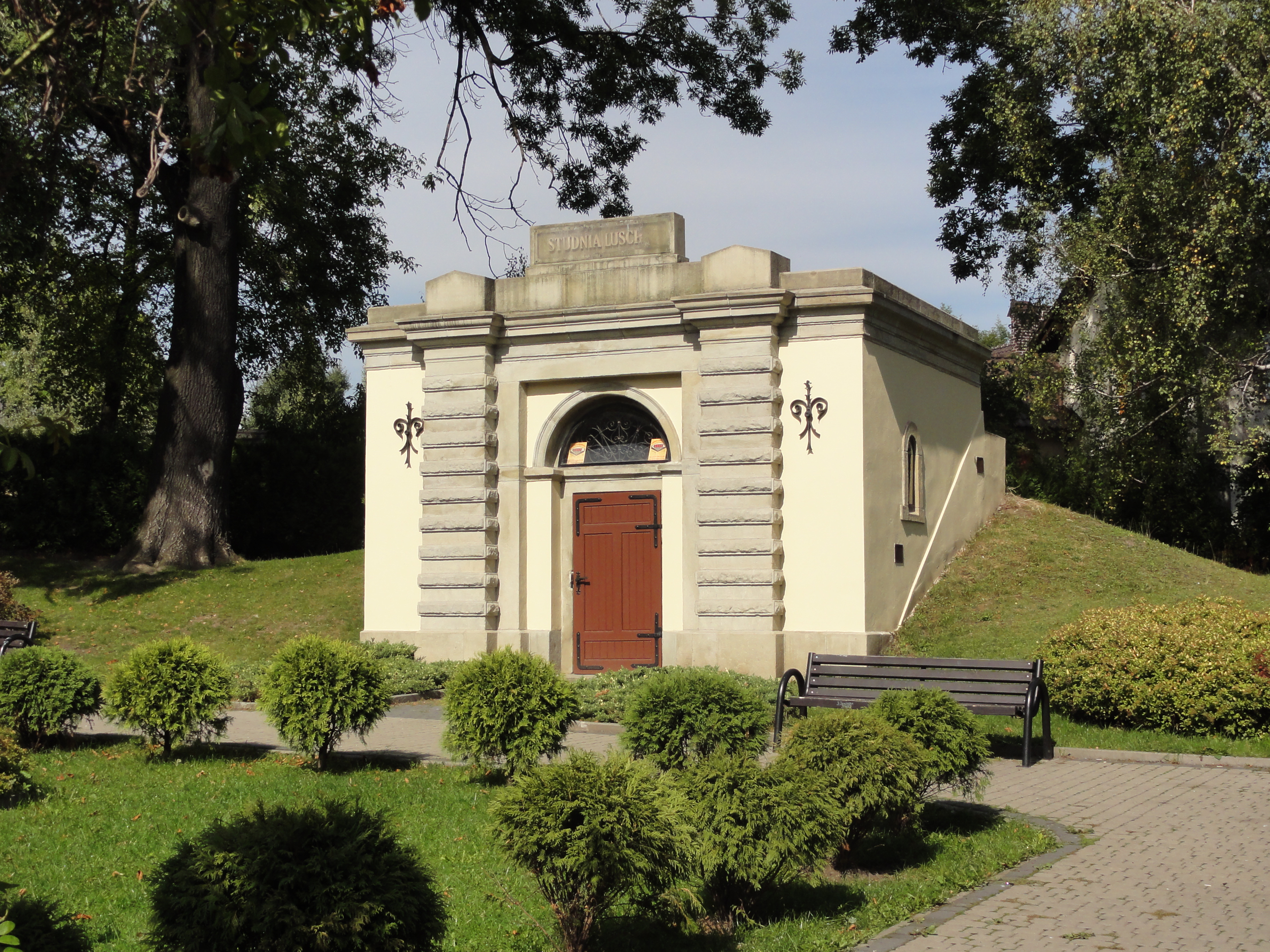
Studnia Luschki
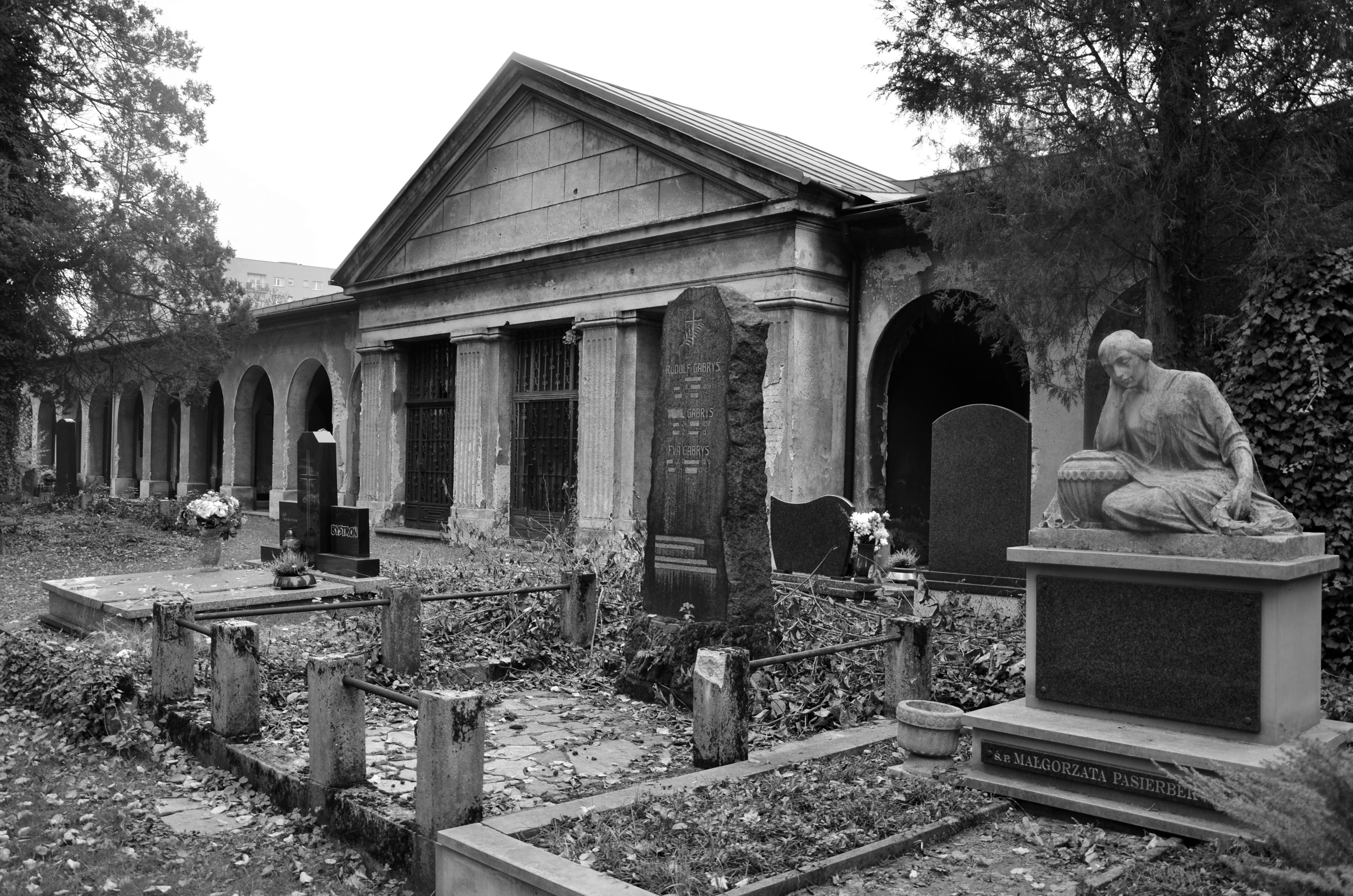
Nowy Cmentarz Ewangelicki
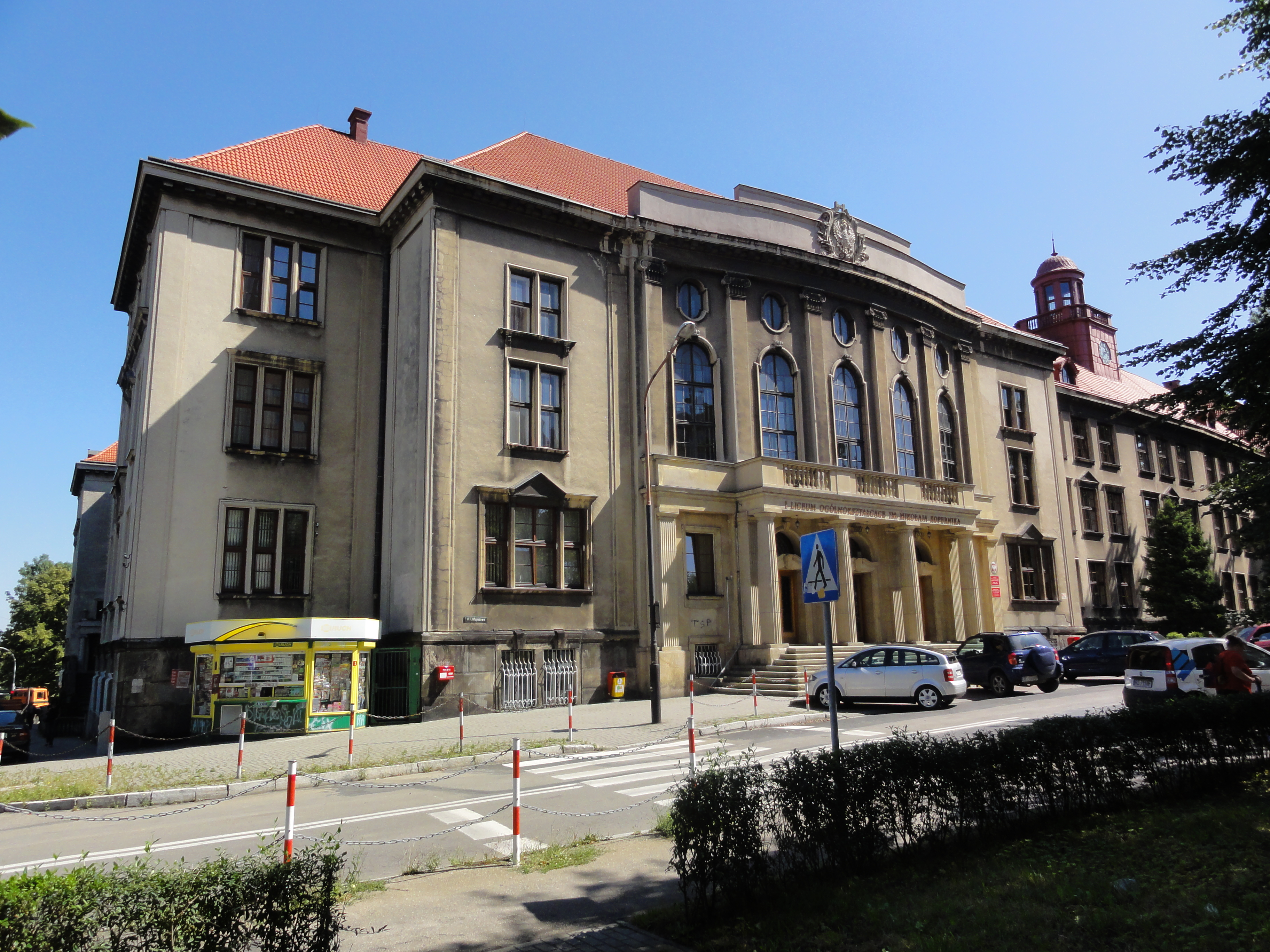
Liceum im. Kopernika
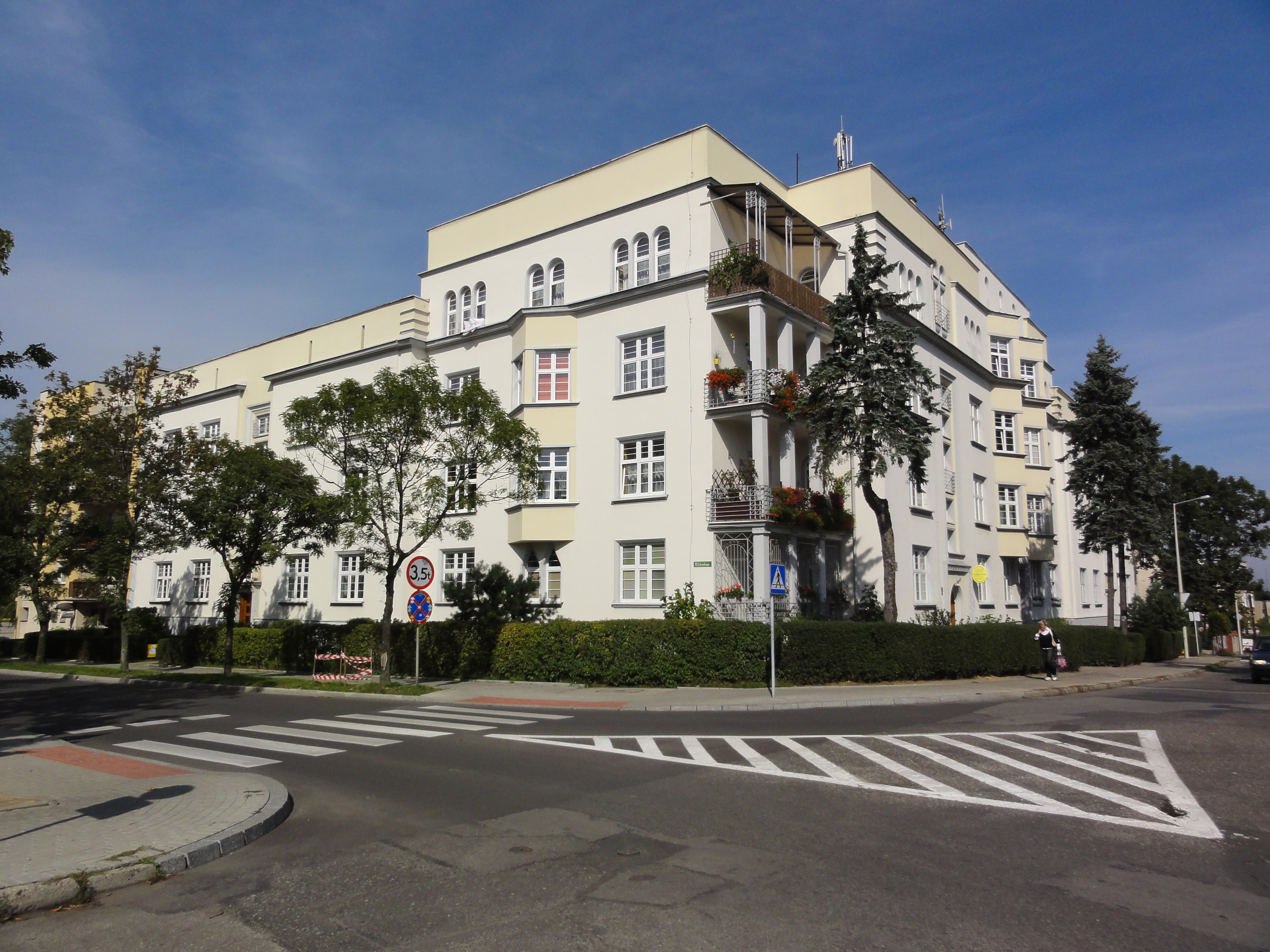
Dom Oficerski
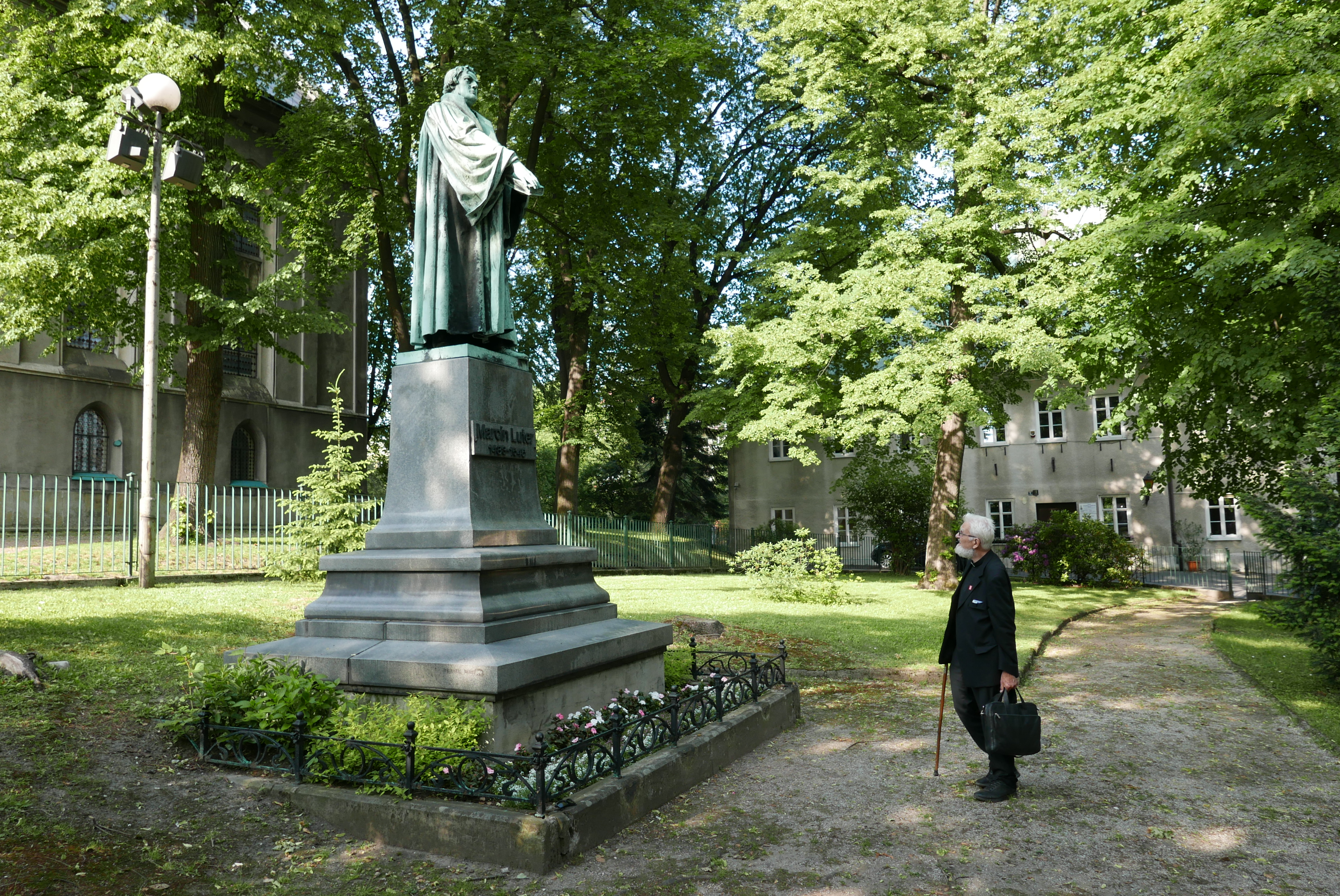
Pomnik Marcina Lutra

## Komunikacja

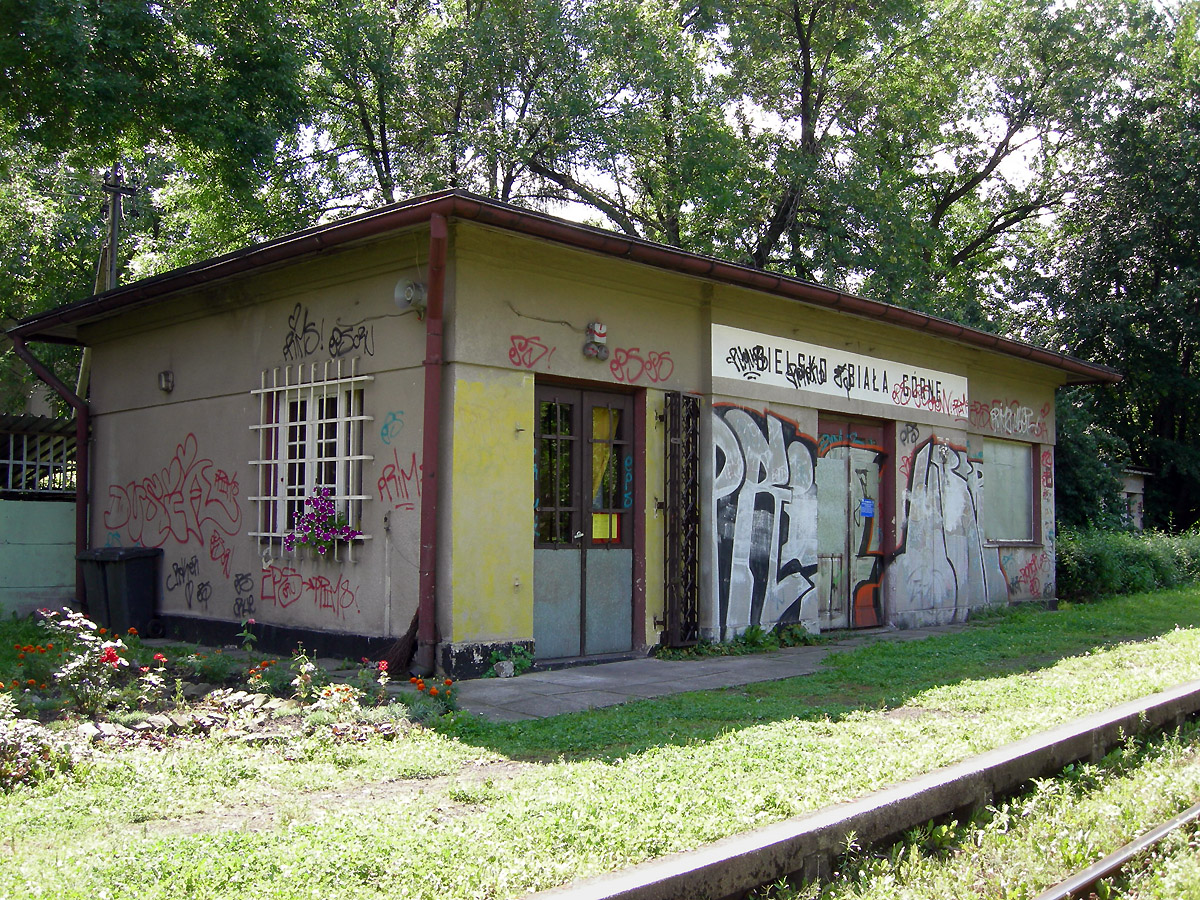
Przystanek kolejowy Bielsko-Biała Górne (2008)

W przeszłości najważniejszymi traktami Górnego Przedmieścia były dzisiejsze ulice Jana III Sobieskiego („szlak solny”) i Cieszyńska („droga cesarska”), w XX wieku straciły one jednak swoje znaczenie komunikacyjne. Współcześnie główną drogą jest ulica Piastowska, stanowiąca najważniejsze połączenie między śródmieściem a zachodnią częścią miasta (Aleksandrowicami, Starym Bielskiem, Wapienicą). Przejeżdża nią (stan na rok 2022) siedemnaście linii autobusowych MZK Bielsko-Biała, a także autobusy Komunikacji Beskidzkiej i prywatnych przewoźników w kierunku Jaworza, Jasienicy, Strumienia i Cieszyna. Korzystają one z przystanków Piastowska Lubertowicza oraz Piastowska Starostwo Powiatowe. W głąb dzielnicy wjeżdżają linie MZK nr 7, 15 i 23, które obsługują ulice Stanisława Wyspiańskiego, Jana III Sobieskiego i Grunwaldzką. Do strefy płatnego parkowania należą tylko niewielkie fragmenty Górnego Przedmieścia: początkowy odcinek ulicy Cieszyńskiej oraz obszar między ulicami Listopadową, Andrzeja Frycza-Modrzewskiego, Fryderyka Chopina i Juliusza Słowackiego.
Północnym skrajem Górnego Przedmieścia biegnie nieużywana obecnie w ruchu pasażerskim linia kolejowa nr 190 w kierunku Cieszyna. Od nazwy dzielnicy bierze swą nazwę przystanek Bielsko-Biała Górne.